# Japanprijs

Logo van de Japanprijs

De Japanprijs wordt uitgereikt aan personen uit alle werelddelen wier "oorspronkelijke en opmerkelijke prestaties in de wetenschap en technologie worden erkend als grensverleggend en de zaak  van vrede en welvaart voor de mensheid hebben gediend". 
De prijs wordt uitgereikt door de Science and Technology Foundation of Japan. De prijs bestaat uit een certificaat, een herdenkingsmedaille en een geldprijs van ongeveer 50 miljoen yen (ong. 365.000 euro). Alleen levende personen mogen genomineerd worden voor de prijs.

## Winnaars
- 2024 - Brian J. Hoskins, John Michael Wallace, Ronald M. Evans
- 2023 - Masataka Nakazawa, Kazuo Hagimoto, Gero Miesenböck, Karl Deisseroth
- 2022 - Katalin Karikó, Drew Weissman, Christopher Field
- 2021 - Martin A. Green, Bert Vogelstein, Robert A. Weinberg
- 2020 - Robert G. Gallager, Svante Pääbo
- 2019 - Yoshio Okamoto, Rattan Lal
- 2018 - Akira Yoshino, Max Dale Cooper, Jacques Miller
- 2017 - Emmanuelle Charpentier, Jennifer Doudna, Adi Shamir
- 2016 - Hideo Hosono, Steven D. Tanksley
- 2015 - Yutaka Takahasi, Theodore Friedmann, Alain Fischer
- 2014 - Yasuharu Suematsu, C. David Allis
- 2013 - C. Grant Willson, Jean M. J. Fréchet, John Frederick Grassle
- 2012 - Janet Rowley, Brian Druker, Nicholas Lydon, Masato Sagawa
- 2011 - Dennis Ritchie, Ken Thompson, Tadamitsu Kishimoto, Toshio Hirano
- 2010 - Shun'ichi Iwasaki, Peter Vitousek
- 2009 - Dennis L. Meadows, David E. Kuhl
- 2008 - Vinton Cerf, Robert E. Kahn, Victor A. McKusick
- 2007 - Albert Fert, Peter Grünberg, Peter Shaw Ashton
- 2006 - John Houghton en Akira Endo
- 2005 - Makoto Nagao, Masatoshi Takeichi en Erkki Ruoslahti
- 2004 - Kenichi Honda, Akira Fujishima, Keith Sainsbury en John Lawton
- 2003 - Benoît Mandelbrot, James Yorke en Seiji Ogawa
- 2002 - Tim Berners-Lee, Anne McLaren en Andrzej  Tarkowski
- 2001 - John Goodenough en Timothy Parsons
- 2000 - Ian McHarg en Kimishige Ishizaka
- 1999 - Wesley Peterson, Jack Strominger en Don Wiley
- 1998 - Leo Esaki, Jeff Schell en Marc Van Montagu
- 1997 - Takashi Sugimura, Bruce Ames, Joseph  Engelberger en Hiroyuki Yoshikawa
- 1996 - Charles Kao en Masao Ito
- 1995 - Nick Holonyak en Edward Knipling
- 1994 - William Hayward Pickering en Arvid Carlsson
- 1993 - Frank Press en Kary Mullis
- 1992 - Gerhard Ertl en Ernest John Christopher Polge
- 1991 - Jacques-Louis Lions en John Julian Wild
- 1990 - Marvin Minsky,  William Jason Morgan, Dan Peter Mckenzie en Xavier Le Pichon
- 1989 - Frank Sherwood Rowland en Elias James Corey
- 1988 - Georges Vendryes,  Donald Henderson, Isao Arita, Frank Fenner, Luc Montagnier en Robert Gallo
- 1987 - Henry Beachell, Gurdev Khush en Theodore  Maiman
- 1986 - David Turnbull en Willem Kolff
- 1985 - John R. Pierce en Ephraim Katzir